# Paithan
Paithan è una città dell'India di 34.556 abitanti, situata nel distretto di Aurangabad, nello stato federato del Maharashtra. In base al numero di abitanti la città rientra nella classe III (da 20.000 a 49.999 persone).

## Geografia fisica
La città è situata a 19° 28' 60 N e 75° 22' 60 E e ha un'altitudine di 457 m s.l.m..

## Società

### Evoluzione demografica
Al censimento del 2001 la popolazione di Paithan assommava a 34.556 persone, delle quali 17.759 maschi e 16.797 femmine. I bambini di età inferiore o uguale ai sei anni assommavano a 4.713, dei quali 2.498 maschi e 2.215 femmine. Infine, coloro che erano in grado di saper almeno leggere e scrivere erano 23.266, dei quali 13.268 maschi e 9.998 femmine.